# Дворец (Дятловский район)
Дво́рец (бел. Дварэ́ц) — агрогородок в Дятловском районе Гродненской области Беларуси. Административный центр Дворецкого сельсовета.  
Население 810 человек (1997).
Древнее местечко исторической Новогрудчины.

## География
Агрогородок расположен в 13 км к юго-востоку от города Дятлово на реке Молчадь. Через посёлок проходит шоссе Р-108 Дятлово — Барановичи. Также в агрогородке находится ж/д станция на линии Лида — Барановичи. В 1997 году Дворец насчитывал 810 жителей.

## История
Первое письменное упоминание о Дворце датируется началом XV века. Первоначально Дворец был имением князя Фёдора Довголдовича, затем им владел Свидригайло, а с 1451 года владельцем имения стал литовский канцлер Михаил Кезгайлович, после чего Дворцом владели несколько поколений рода Кезгайл (Кезгайловичей).

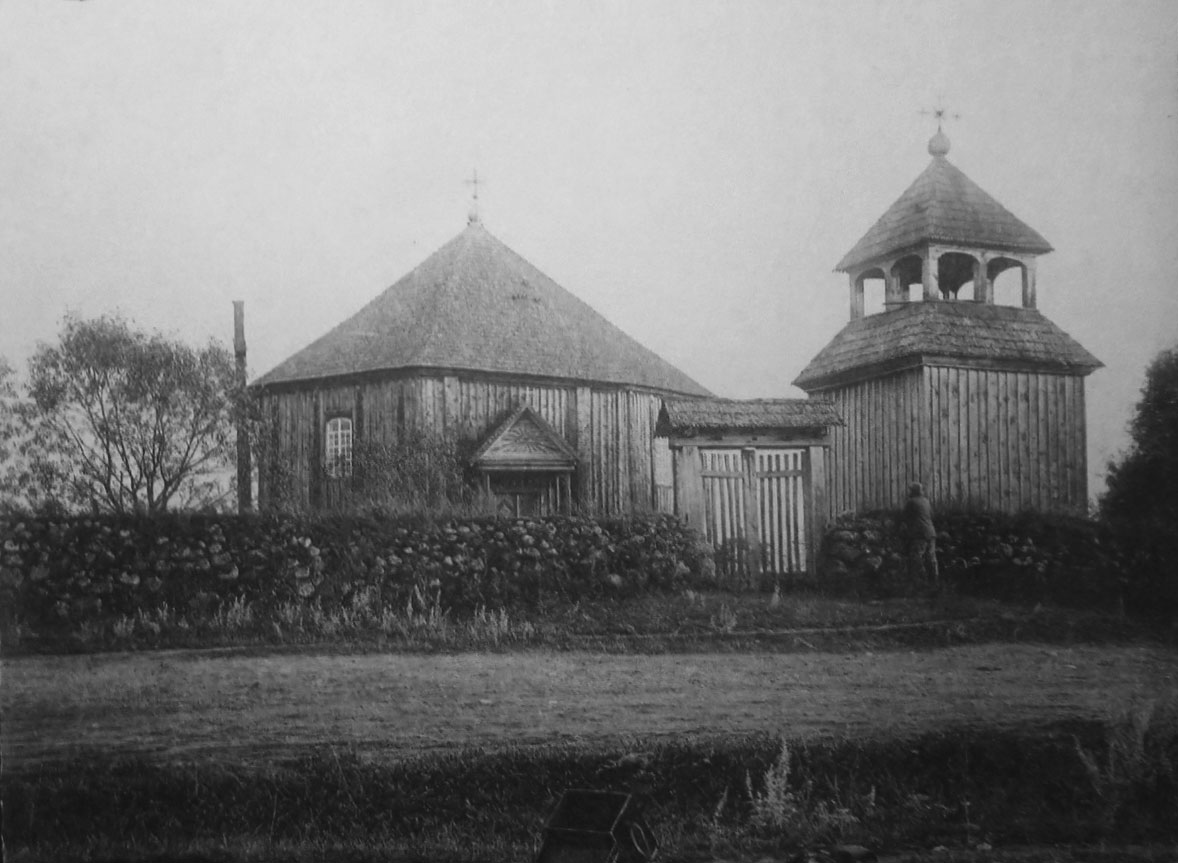
Старый деревянный костёл (не сохр.)

Согласно административно-территориальной реформе середины XVI века поселение вошло в состав Новогрудского повета Новогрудского воеводства, с XVI века имеет статус местечка. В 1516 году здесь был образован католический приход, в то же время на средства тогдашнего владельца Николая Кезгайлы здесь был построен деревянный костёл Божьего Тела.
В конце XVI века имение перешло к роду Завишей. В XVII веке в здешнем храме находилась чудотворная икона Божией Матери.
В результате третьего раздела Речи Посполитой (1795) Дворец оказался в составе Российской империи, где стали волостным центром Слонимского уезда. В 1804 году село насчитывало 59 дворов. В 1866—69 годах построена православная Покровская церковь. В 1870-е годы здесь было 77 дворов, школа, несколько магазинов, регулярно проводились ярмарки.
В 1904 году построен новый каменный католический храм Божьего Тела в необарочном стиле. В первую мировую войну село находилось под немецкой оккупацией.
Согласно Рижскому мирному договору (1921) Дворец оказался в составе межвоенной Польской Республики, где вошёл в состав Слонимского повета Новогрудского воеводства.
В 1939 году Дворец вошёл в состав БССР, где стал центром сельсовета. В годы Великой Отечественной войны почти все евреи посёлка были согнаны нацистами в гетто и убиты. В 1971 году здесь было 222 двора, в 1997 году — 302.

## Культура
- Этнографическая экспозиция «Побытавая культура беларускага селяніна» отдела культуры и досуга «Дворецкий Дом культуры» ГУК «Дятловский районный центр культуры и народного творчества» (2018)

## Достопримечательности
- Католический храм Божьего Тела, 1904 год.
- Православная Покровская церковь, 1866—1869 гг.
- Руины водяной мельницы (начало XX века)
- Памятник-скульптура советским воинам-освободителям и партизанам уроженцам Дворца и окрестных деревень (Котьки, Васевичи, Обельковичи, Петраши и другие)
- Памятник-стела жертвам Дворецкого гетто

## Галерея

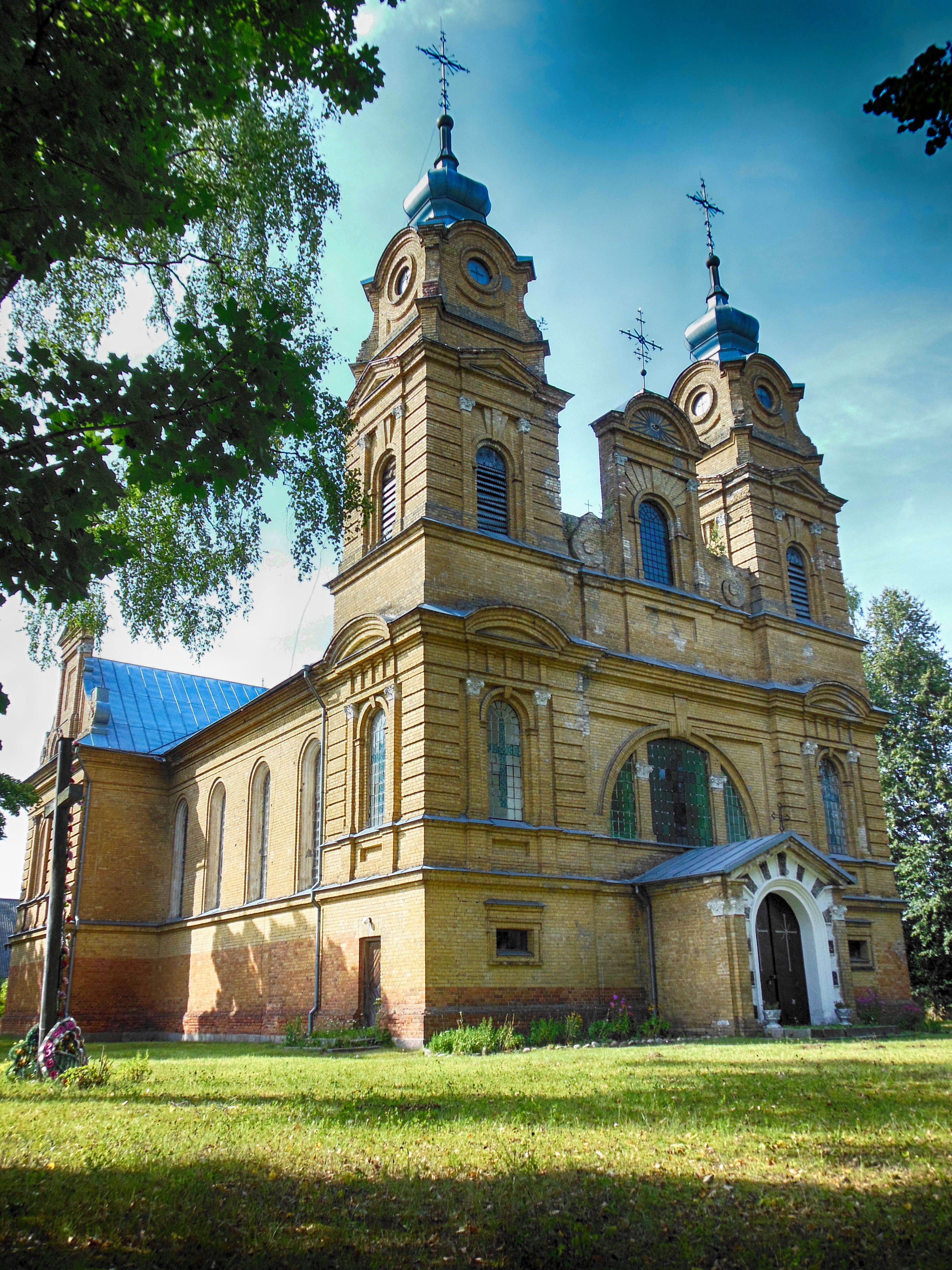
Костёл Божьего Тела
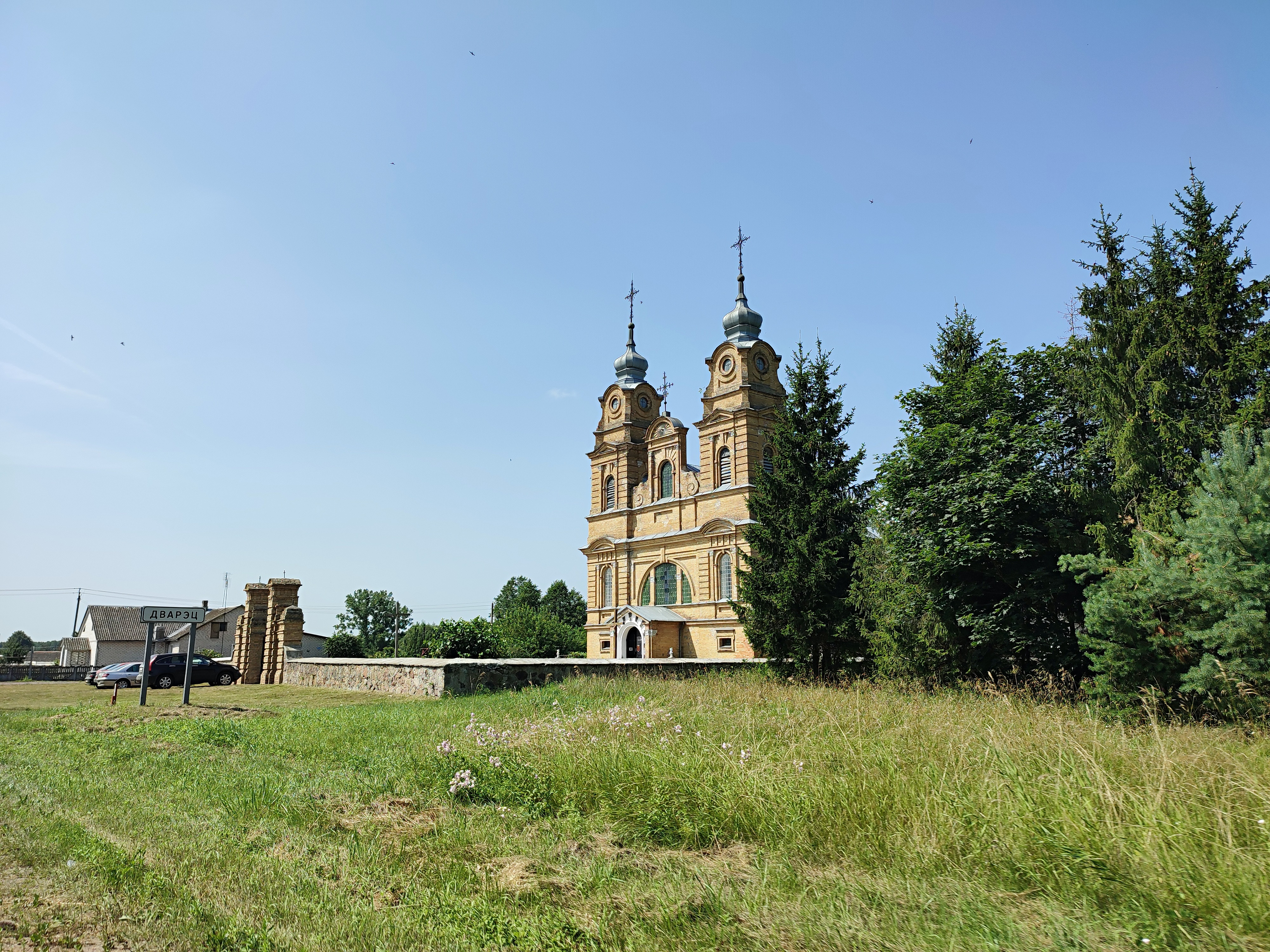
Костёл Божьего Тела
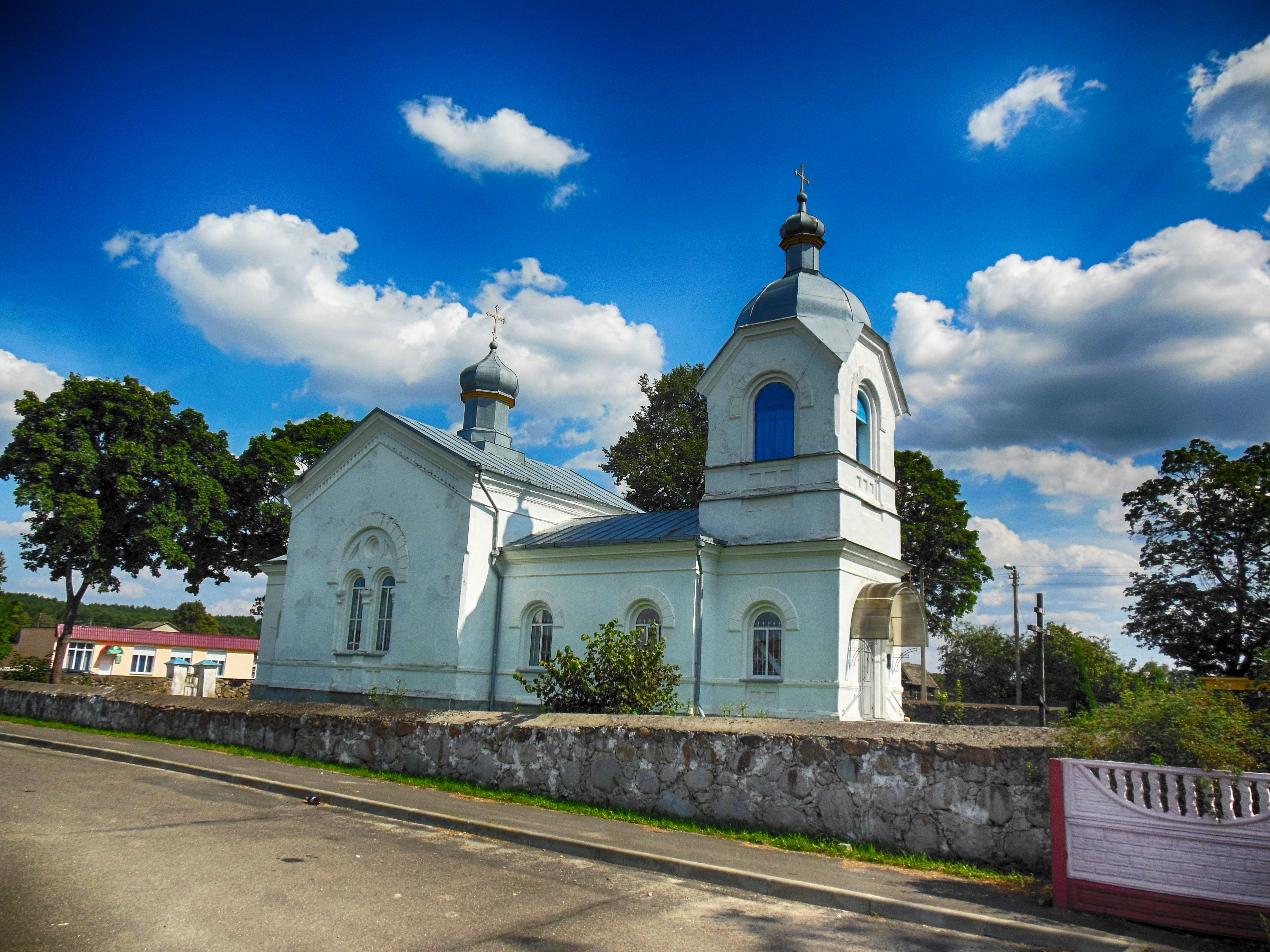
Православная Покровская церковь
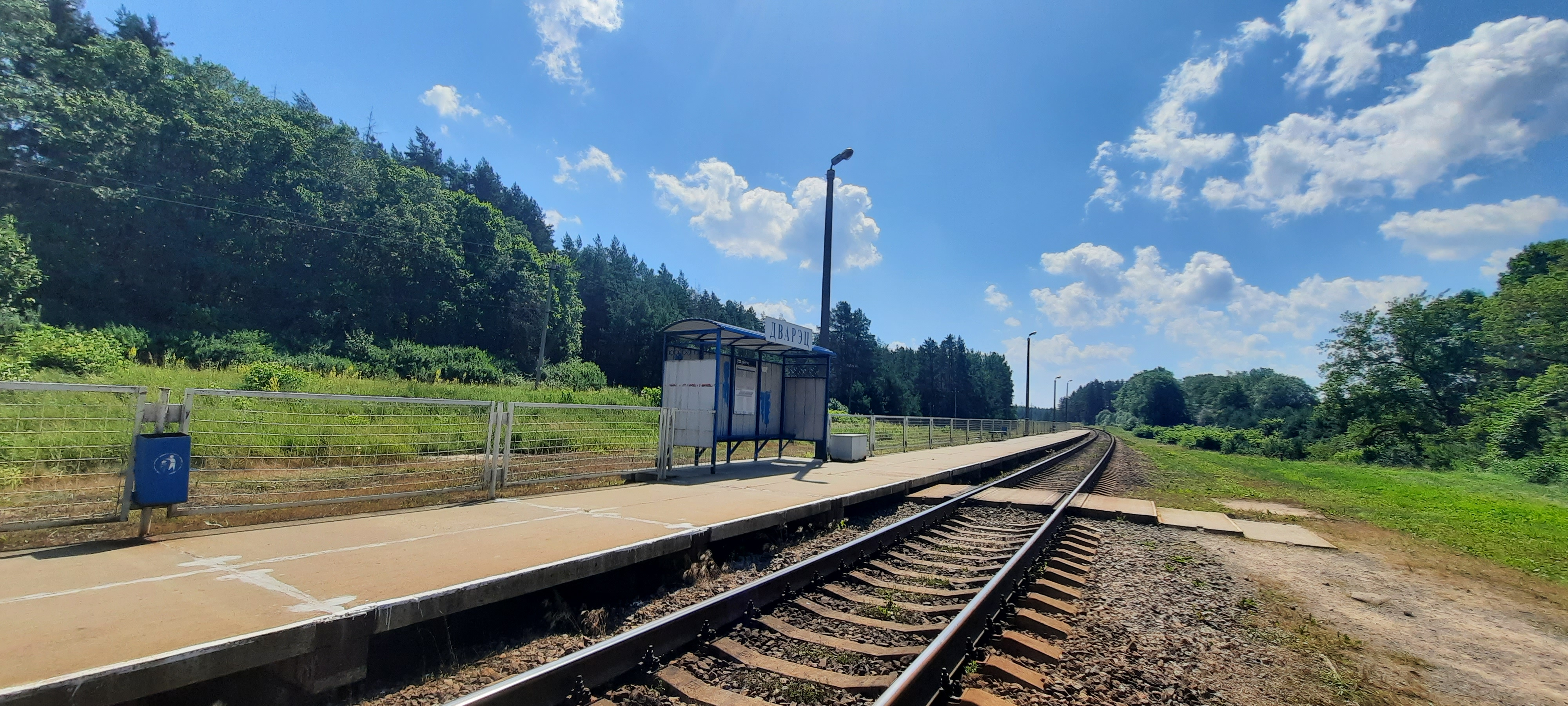
Ж/д остановочный пункт Дворец